# 트레이시 월터
트레이시 월터(Tracey Walter, 1947년 11월 25일 ~ )는 미국의 영화배우, 성우이다.

## 출연 작품
- 미들 맨 (2016년)
- 31 (2016년)
- 거리의 보안관 (2014년)
- 사바나 (2013년)
- 미드나잇 선 (2011년) - 제너터 역
- 네 무덤에 침을 뱉어라 (2010년) - 얼 역
- 퍼펙트 게임 (2009년)
- 다크 릴 (2008년)
- 트레일러 파크 오브 테러 (2008년)
- 저스트 애드 워터 (2008년)
- 폴워커의 네고시에이터 (2007년) - 원웨이 역
- 웨이스팅 어웨이 (2007년)
- 맨 인 더 체어 (2007년)
- 노벨 손 (2007년)
- 패밀리 플랜 (2005년) - 루 역
- 버클리 (2005년)
- 르노 911! (2003년)
- 듀플렉스 (2003년)
- 저스티스 리그 (2001년)
- 맨 프럼 엘리시안 필즈 (2001년)
- 하우 하이 (2001년)
- 임포스터 (2001년)
- 드라우닝 모나 (2000년) - 클라렌스 역
- 에린 브로코비치 (2000년) - 찰스 엠브리 역
- 데스퍼레이트 (1998년)
- 플레잉 갓 (1997년)
- 와일드 어드벤처 (1997년)
- 드라이브 (1997년) - 헷자그 역
- 어둠 속의 천사 (1996년)
- 라저 댄 라이프 (1996년)
- 마틸다 (1996년) - FBI 요원 역
- 북두권 (1995년)
- 버팔로 걸 (1995년)
- 데스티니 (1995년)
- 위험한 동반자 (1994, The Companion)
- 사이보그 2 (1993년)
- 퍼블릭 에네미 (1993년)
- 흑백 소동 (1993년)
- 필라델피아 (1993년)
- 건크레이지 (1992년)
- 외계의 공포 (1991년)
- 유혹의 결투 (1991년)
- 굿바이 뉴욕 굿모닝 내 사랑 (1991년)
- 에로스의 빨간 하이힐 (1991년)
- 양들의 침묵 (1991년)
- 영 건 2 (1990년) - 비버 스미스 역
- 불륜의 방랑아 (1990년)
- 배트맨 (1989년) - 밥 더 군 역
- 악마의 후예들 (1988년)
- 마피아의 아내 (1988년)
- 미드나잇 런 (1988년)
- 스타 트렉 - 넥스트 제너레이션 TV 시리즈 (1987년)
- 메론 (1987년)
- 폐쇄 구역 (1986년)
- 썸씽 와일드 (1986년)
- 리포 맨 (1984년)
- 코난 2 - 디스트로이어 (1984년)
- 럼블 피쉬 (1983년)
- 타임라이더 (1982년) - 칼 도셋 역
- 고독한 방랑자 (1982년)
- 래기디 맨 (1981년) - 아놀드 역
- 악마의 손 (1981년)
- 겟팅 웨이스티드 (1980년)
- 헌터 (1980년)
- 금지구역 (1979년)
- 바람둥이 길들이기 (1978년)
- 애니 홀 (1977년)
- 뺏지 373 (1973년)